# دايفيد إيفانز
دايفيد إيفانز (بالإنجليزية: David Evans)‏  (و. 1874 – 1948 م) هو ملحن من المملكة المتحدة، وويلز، والمملكة المتحدة لبريطانيا العظمى وأيرلندا، توفي عن عمر يناهز 74 عاماً.

## التعليم
تعلم في جامعة كارديف.

## روابط خارجية
- دايفيد إيفانز على موقع ميوزك برينز (الإنجليزية)
- دايفيد إيفانز على موقع ديسكوغز (الإنجليزية)